# 주니어 호일렛
데이비드 웨인 "주니어" 호일렛(David Wayne "Junior" Hoilett, 1990년 6월 5일 ~ )은 캐나다의 축구 선수로 현재 메이저 리그 사커의 밴쿠버 화이트캡스 FC에서 미드필더로 활약하고 있다.